# پلانچون-پتروا
پلانچون-پتروا (به اسپانیایی: Volcán Peteroa) یک کوه و منطقهٔ مسکونی در شیلی است که در بخش مالارگویی واقع شده‌است. پلانچون-پتروا ۴٬۱۰۷ متر بالاتر از سطح دریا واقع شده‌است.